# FKA twigs
FKA twigs (artiestennaam van Tahliah Debrett Barnett; Cheltenham, 17 januari 1988) is een Britse zangeres en producer. Ze brengt platen uit die onder de genres triphop en r&b vallen. Haar artiestennaam "twigs" is gebaseerd op de wijze waarop ze haar gewrichten luid kan laten kraken. Meerdere bronnen hebben beweerd dat "FKA" voor Formerly Known As staat. Twigs heeft dit zelf echter altijd ontkend en zegt dat de letters geen betekenis hebben.

## Biografie
Barnett werd geboren in Cheltenham, Gloucestershire. Haar vader komt uit Jamaica en haar moeder is Engelse van Spaanse afkomst. Op haar zeventiende verhuisde ze naar Londen om aan de slag te gaan als danseres. Zo danste ze op de achtergrond in videoclips van onder anderen Ed Sheeran en Kylie Minogue.
Intussen begon ze zelf met het schrijven en produceren van muziek. Het eerste resultaat daarvan, EP1, plaatste ze in 2012 op YouTube. Dit leverde haar een deal op bij het label Young Turks. In de zomer van 2013 verscheen haar tweede EP genaamd EP2, waarop ze samenwerkte met producer Arca. Voor de nummers Water me en Papi Paficy van deze EP, werden videoclips gemaakt. In het voorjaar van 2014 maakte ze met rapper Lucki Eck$ het nummer Ouch Ouch, dat ze zelf produceerde. Ze trad op op Pukkelpop en op het Pitch festival in Amsterdam. Op 6 augustus 2014 verscheen haar eerste studioalbum, genaamd LP1. Dit album was Album van de Week bij 3voor12 van de VPRO. In de Verenigde Staten werd het door XL Recordings uitgebracht. In oktober van datzelfde jaar verscheen twigs opnieuw op het podium in Nederland en België.

## Discografie

### Albums
- EP1 (2012)[11]
- EP2 (2013)
- LP1 (2014)
- EP3 (2015)
- M3LL155X (2015)
- MAGDALENE (2019)
- Caprisongs (2022)
- Eusexua (2025)

| Album met hitnotering(en) in de Vlaamse Ultratop 200 albums | Datum van verschijnen | Datum van binnenkomst | Hoogste positie | Aantal weken | Opmerkingen |
| ----------------------------------------------------------- | --------------------- | --------------------- | --------------- | ------------ | ----------- |
| LP1                                                         | 2014                  | 16-08-2014            | 16              | 23           |             |

### Singles
| Single met hitnotering(en) in de Vlaamse Ultratop 50 | Datum van verschijnen | Datum van binnenkomst | Hoogste positie | Aantal weken | Opmerkingen |
| ---------------------------------------------------- | --------------------- | --------------------- | --------------- | ------------ | ----------- |
| Two Weeks                                            | 2014                  | 09-08-2014            | tip54           | -            |             |
| Pendulum                                             | 2014                  | 31-01-2015            | tip91           | -            |             |

- Gemeinsame Normdatei: 1057860344
- International Standard Name Identifier: 0000 0004 3694 4062
- Library of Congress Control Number: no2014111849
- MusicBrainz: 1e4e9db7-5068-4a9c-bdd0-5777e47172c8
- Nationale Bibliotheek van Tsjechië: xx0254970
- Réseau des bibliothèques de Suisse occidentale: 02-A025807448
- Virtual International Authority File: 310661471
- WorldCat: E39PBJtWYM6D9dRWrxfT7KH3cP